# Georg Wilhelm Fock
Georg Wilhelm Fock, född 21 januari 1727 på Tunarp i Sandhems socken, död 29 april 1808 på överstebostället Götala i Skara landsförsamling, var en svensk militär.
Georg Wilhelm Fock var son till överste Henrik Johan Fock och Christina Uggla. Han blev volontär vid Västgöta-Dals regemente 1740, rustmästare där 1742, furir samma år och sergeant innan han 1746 blev livdrabant. Fock blev stabslöjtnant vid Västgöta kavalleriregemente 1754, löjtnant på stat 1758, stabsryttmästare vid Västgöta kavalleriregemente 1760 och premiärryttmästare 1762. Han kom att berömmas för sin tapperhet under sina insatser i Pommerska kriget. Fock blev major i armén 1766 med tur från 1761, sekundmajor vid Västgöta kavalleriregemente 1774, överstelöjtnant i armén samma år och vid regementet 1776. År 1782 blev han överste vid Västgöta kavalleriregemente och var dess chef 1788–1808. År 1790 blev Fock kommendant i Göteborg och 1792 generalmajor i armén och 1802 generallöjtnant i armén. Han blev 1767 riddare, 1794 kommendör och 1800 kommendör med stort kors av Svärdsorden.